# Тен Хаг, Эрик
Э́рик тен Хаг (нидерл. Erik ten Hag, нидерландский: [̍ˈeːrɪk tən ɦɑx] (слушать)о файле; 2 февраля 1970, Хаксберген, Оверэйссел) — нидерландский футболист и тренер. С 1 июля 2025 года является главным тренером немецкого клуба «Байер 04».
Будучи игроком, тен Хаг играл в роли центрального защитника за нидерландские клубы «Твенте», «Де Графсхап», «Валвейк» и «Утрехт», выиграв второй дивизион чемпионата Нидерландов в сезоне 1990/91 (в составе «Де Графсхапа») и Кубок Нидерландов в сезоне 2000/01 (в составе «Твенте»).
В 2012 году был назначен главным тренером клуба «Гоу Эхед Иглз». С 2013 по 2015 год был главным тренером клуба «Бавария II». Летом 2015 года возглавил «Утрехт». В декабре 2017 года был назначен главным тренером амстердамского «Аякса», выиграв с клубом два Кубка Нидерландов и три чемпионских титула. В мае 2022 года был назначен главным тренером английского клуба «Манчестер Юнайтед», с которым выиграл Кубок Английской футбольной лиги и Англии. 28 октября 2024 года был уволен с поста главного тренера «Манчестер Юнайтед». 1 июля 2025 года возглавил немецкий «Байер 04».

## Карьера
Тен Хаг дебютировал в большом футболе за родной «Твенте» в декабре 1989 года. На протяжении игровой карьеры Эрик также выступал за «Де Графсхап», «Валвейк» и «Утрехт». В составе «Де Графсхапа» в 1991 году он выиграл первый дивизион, а с «Твенте» выиграл Кубок Нидерландов в 2001 году. Карьеру игрока тен Хаг завершил в 2002 году, после чего стал тренером юношеских команд в «Твенте». В 2006 году тен Хаг вошёл в тренерский штаб первой команды «Твенте».

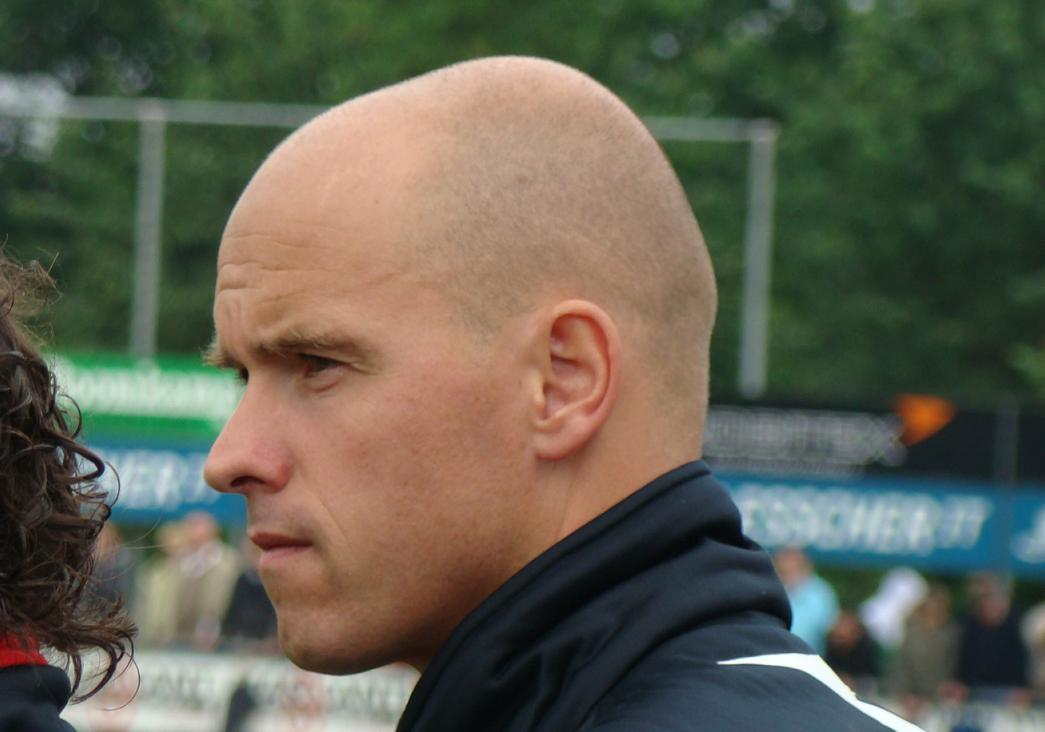
тен Хаг в 2008 году

В июне 2009 года тен Хаг стал ассистентом главного тренера ПСВ Фреда Рюттена.
В 2012 году Эрик стал главным тренером клуба «Гоу Эхед Иглз», с которым в сезоне 2012/13 добился повышения в Эредивизи. До этого данный клуб не играл на высшем уровне 17 лет. Летом 2013 года тренер ушёл в «Баварию», где два года проработал главным тренером резервной команды.
В 2015 году тен Хаг стал главным тренером и спортивным директором «Утрехта». В первом же сезоне команда под его руководством заняла пятое место в чемпионате и дошла до финала Кубка страны. В 2016 году тен Хаг стал тренером года и получил премию имени Ринуса Михелса. В сезоне 2016/17 его «Утрехт» выиграл плей-офф за выход в Лигу Европы 2017/18, где прошёл один раунд и вылетел от «Зенита».
В декабре 2017 года тен Хаг возглавил амстердамский «Аякс». 21 января 2018 года его команда переиграла «Фейеноорд» со счётом 2:0, а тен Хаг стал первым тренером, дебютировавшим за «Аякс» победой в Де Классикере. Под руководством Эрика «Аякс» провёл лучший сезон в двадцать первом столетии, выиграв «золотой дубль» (причём до этого стать чемпионом клубу не удавалось пять лет, а выиграть Кубок — девять) и установить рекорд результативности для голландских команд — во всех турнирах сезона Аякс забил 160 мячей. Кроме того, «аяксиды» преподнесли громкую сенсацию в Лиге чемпионов, впервые за тринадцать лет выйдя в плей-офф турнира и дойдя до полуфинала, выбив из турнира «Реал Мадрид» и «Ювентус». Выйти в финал турнира подопечным тен Хага помешал лишь гостевой гол от «Тоттенхэм Хотспур», пропущенный на последних секундах матча.
20 июня 2019 года тен Хаг продлил контракт с «Аяксом» до 2022 года. В апреле 2021 года «Аякс» продлил контракт тен Хага до июня 2023 года.
21 апреля 2022 года было объявлено о назначении тен Хага главным тренером английского клуба «Манчестер Юнайтед», его вступление в должность было отложено до конца сезона. Эрик заключил с «красными дьяволами» трёхлетний контракт с опцией продления ещё на год. 26 февраля 2023 года он выиграл свой первый трофей с «Манчестер Юнайтед» — Кубок Английской футбольной лиги — обыграв в финале «Ньюкасл Юнайтед» со счётом 2:0. В сезоне 2023/24 «Юнайтед» выиграл Кубок Англии — команда победила в финале «Манчестер Сити» со счётом 2:1, перед этим одолев в полуфинале «Ковентри Сити» в серии пенальти. В матче против «Ковентри» «красные дьяволы» имели преимущество в три мяча, однако соперник сумел перевести игру в дополнительное время.
Сезон 2022/23 команда закончила на третьем месте в таблице чемпионата. Следующий сезон Премьер-лиги успехом для «Манчестер Юнайтед» не увенчался — команда финишировала на восьмой позиции. В начале сезона 2024/25 клуб держался уже во второй половине таблицы. В девятом туре «Вест Хэм Юнайтед» одержал победу над «красными дьяволами» благодаря позднему голу Джаррода Боуэна — «Манчестер Юнайтед» опустился на 14 строчку. На следующий день, 28 октября 2024 года, Эрик тен Хаг был уволен за неудовлетворительные результаты. 
26 мая 2025 года немецкий клуб «Байер 04» объявил о назначении тен Хага на пост главного тренера с 1 июля 2025 года.

## Достижения

### В качестве игрока

#### Командные
«Де Графсхап»
- Победитель Первого дивизиона Нидерландов: 1990/91

«Твенте»
- Обладатель Кубка Нидерландов: 2000/01

### В качестве главного тренера

#### Командные достижения
«Аякс»
- Чемпион Нидерландов (3): 2018/19, 2020/21, 2021/22
- Обладатель Кубка Нидерландов (2): 2018/19, 2020/21[англ.]
- Обладатель Суперкубка Нидерландов: 2019

«Манчестер Юнайтед»
- Обладатель Кубка Англии: 2023/24
- Обладатель Кубка Английской футбольной лиги: 2022/23

#### Личные достижения
- Премия имени Ринуса Михелса (3): 2016, 2019, 2021
- Тренер месяца английской Премьер-лиги (3): сентябрь 2022[17], февраль 2023[18], ноябрь 2023[19]

## Тренерская статистика
Данные приведены по состоянию на 15 августа 2025 года
| Команда           | Начало работы   | Завершение работы | Показатели | Показатели | Показатели | Показатели | Показатели | Показатели | Показатели | Показатели |
| Команда           | Начало работы   | Завершение работы | И          | В          | Н          | П          | МЗ         | МП         | РМ         | % побед    |
| ----------------- | --------------- | ----------------- | ---------- | ---------- | ---------- | ---------- | ---------- | ---------- | ---------- | ---------- |
| Гоу Эхед Иглз     | 1 июля 2012     | 6 июня 2013       | 39         | 18         | 11         | 10         | 82         | 57         | +25        | 046,15     |
| Бавария II        | 6 июня 2013     | 22 мая 2015       | 72         | 48         | 10         | 14         | 156        | 61         | +95        | 066,67     |
| Утрехт            | 23 мая 2015     | 27 декабря 2017   | 111        | 56         | 26         | 29         | 192        | 122        | +70        | 050,45     |
| Аякс              | 28 декабря 2017 | 30 июня 2022      | 215        | 158        | 28         | 29         | 589        | 182        | +407       | 073,49     |
| Манчестер Юнайтед | 23 мая 2022     | 28 октября 2024   | 128        | 70         | 23         | 35         | 217        | 165        | +52        | 054,69     |
| Байер 04          | 1 июля 2025     |                   | 1          | 1          | 0          | 0          | 4          | 0          | +4         | 100,00     |
| Итого             | Итого           | Итого             | 566        | 351        | 98         | 117        | 1240       | 587        | +653       | 062,01     |